# Piazza Garibaldi (Napoli)
Piazza Garibaldi è una piazza di Napoli situata al limite dei quartieri Pendino, Mercato, San Lorenzo e Zona Industriale.
È una delle piazze più importanti e affollate della città in quanto dal 1866 si affaccia su di essa la stazione Napoli Centrale (settima in Italia per traffico passeggeri), nonché una stazione della linea 1, linea 2 e della Circumvesuviana.

## Storia e descrizione

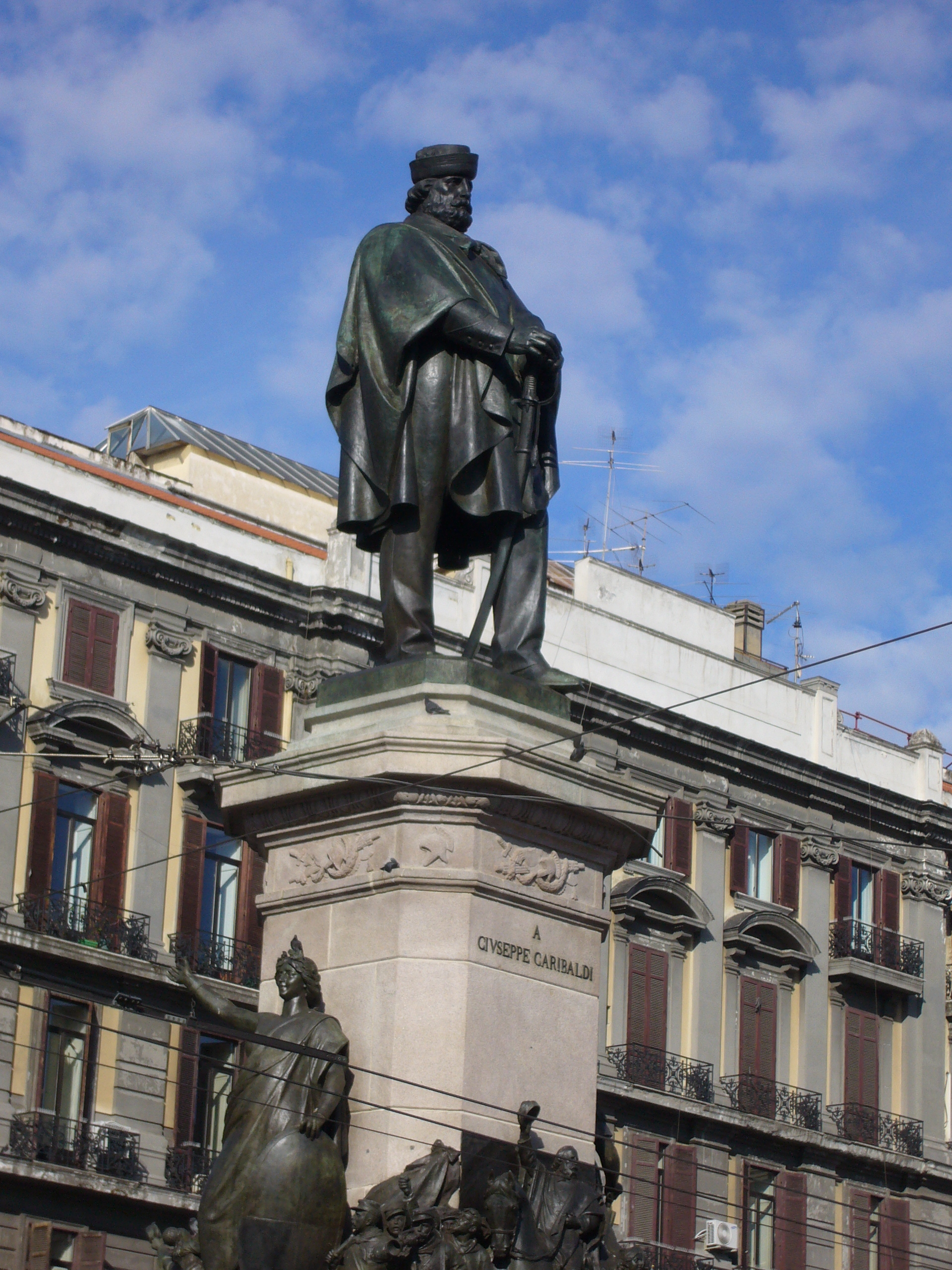
La statua dedicata a Giuseppe Garibaldi che dà il nome alla piazza

La piazza nasce dopo l'Unità d'Italia, con il collocamento del nuovo scalo ferroviario lungo la strada dei fossi (attuale corso Garibaldi). Dapprima fu chiamata piazza della stazione o della Ferrovia fino al 1891 quando Giuseppe Saredo, allora Regio Commissario, deliberò che si chiamasse piazza dell'Unità Italiana. Al centro della piazza (oggi sul lato sinistro dopo il suo allargamento) fu inaugurata nel 1904 la statua di Giuseppe Garibaldi, opera di Cesare Zocchi, la cui realizzazione è legata all'esaltazione, promossa nei primi anni del regno sabaudo, dei principali artefici dell'unità d'Italia. Da allora la piazza fu dedicata all'eroe dei due mondi.
L'attuale assetto risale agli inizi anni sessanta del Novecento, quando la vecchia stazione fu demolita e ricostruita in posizione più arretrata; di conseguenza, la piazza fu notevolmente ingrandita e nel suo sottosuolo fu ricostruito lo scalo di Napoli Piazza Garibaldi (attivo sin dal 1925); l'odierna stazione venne completata nel 1960.
La nuova piazza tuttavia fu concepita esclusivamente per gestire il crescente traffico automobilistico e fu occupata al centro dalla cosiddetta proboscide che partiva dalla copertura della stazione: una grande pensilina per accogliere lo stazionamento degli autobus, demolita alla fine dell'anno 2000.
La piazza è inoltre sede di un nodo di interscambio non solo ferroviario, ma anche su gomma, tranviario, filoviario e di linee autobus urbane ed extra-urbane. Vi sono ben 2 stazionamenti taxi, uno stazionamento per autobus urbani, uno stazionamento per autobus extraurbani, varie fermate autobus ed un parcheggio di interscambio RFI.

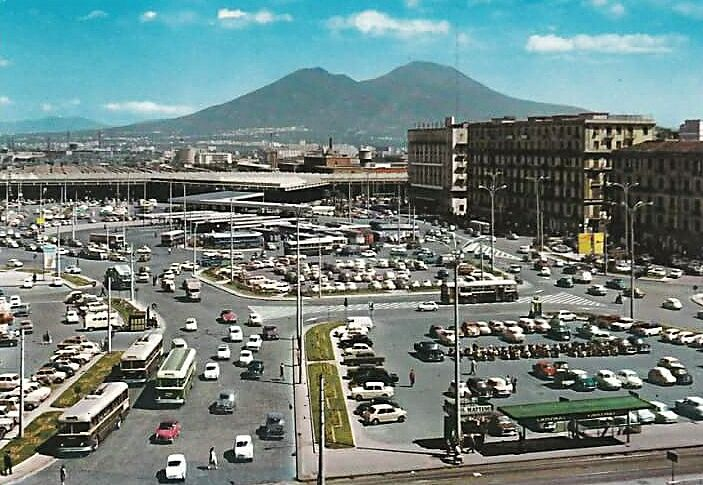
Cartolina della piazza, risalente al 1971, con lo sfondo del Vesuvio.

Tra le opere architettoniche principali vi sono la stazione centrale, costruita da Pierluigi Nervi, Bruno Zevi ed altri architetti intorno al 1960 (con il suo famoso «tetto a piramide» e, sulla sinistra, il grattacielo delle FF.SS.), la stazione della linea 1 della metropolitana con l'imponente galleria commerciale ipogea ad opera di Dominique Perrault, la statua intitolata a Giuseppe Garibaldi oltre a palazzi neoclassici e liberty molti dei quali sede di vari alberghi, bed and breakfast, ostelli e pensioni.
Fino al 1924 di fronte alla statua, nei giardini della vecchia stazione, era presente la fontana della Sirena, oggi in piazza Sannazaro.
La piazza è stata profondamente rinnovata da un progetto del 2004 di Dominique Perrault, parallelamente alla ristrutturazione della stazione. I lavori, iniziati nel 2006, hanno comportato in superficie, oltre ad un rivoluzionamento della caotica viabilità, incanalata su un'ampia strada centrale longitudinale, un ampio bosco urbano sul lato nord, con un anfiteatro, box per spazi commerciali ed area attrezzata per giochi, e una passeggiata ipogea con annessa galleria commerciale, coperta da un reticolo metallico di pensiline semipermeabili, sul lato sud.